# Lista odcinków serialu Sposób użycia
Poniżej znajduje się lista odcinków serialu telewizyjnego Sposób użycia – emitowanego przez amerykańską stację telewizyjną CBS od 5 lutego 2007 do 20 maja 2013. W Polsce natomiast był emitowany przez stację TV4 od 22 czerwca 2007 - 1 sezon, od 18 czerwca 2010 przez Comedy Central.

## Przegląd serii
| Sezon | Sezon | Odcinki | Oryginalna emisja    | Oryginalna emisja | Oryginalna emisja   | Oryginalna emisja   | Oryginalna emisja |
| Sezon | Sezon | Odcinki | Premiera sezonu      | Finał sezonu      | Premiera sezonu     | Finał sezonu        |                   |
| ----- | ----- | ------- | -------------------- | ----------------- | ------------------- | ------------------- | ----------------- |
|       | 1     | 7       | 5 lutego 2007        | 19 marca 2007     | 22 czerwca 2007     | 3 sierpnia 2007     |                   |
|       | 2     | 15      | 24 września 2007     | 19 maja 2008      | 18 czerwca 2010     | 13 sierpnia 2010    |                   |
|       | 3     | 13      | 2 marca 2009         | 18 maja 2010      | 20 sierpnia 2010    | 1 października 2010 |                   |
|       | 4     | 13      | 1 marca 2010         | 24 maja 2010      | 1 października 2010 | 12 listopada 2010   |                   |
|       | 5     | 24      | 20 września 2010     | 19 maja 2011      | 1 listopada 2011    | 15 listopada 2011   |                   |
|       | 6     | 15      | 20 października 2011 | 17 maja 2012      | nieemitowany        | nieemitowany        |                   |
|       | 7     | 13      | 4 lutego 2013        | 20 maja 2013      | nieemitowany        | nieemitowany        |                   |

## Sezon 1 (2007)
| № | # | Tytuł                  | Reżyseria     | Scenariusz               | Premiera (CBS) | Premiera (TV4)  |
| - | - | ---------------------- | ------------- | ------------------------ | -------------- | --------------- |
| 1 | 1 | Pilot                  | Andy Ackerman | Tom Hertz                | 5 lutego 2007  | 22 czerwca 2007 |
| 2 | 2 | The Birthday Deal      | Andy Ackerman | Tom Hertz                | 12 lutego 2007 | 29 czerwca 2007 |
| 3 | 3 | Young and the Restless | Ted Wass      | Jon Sherman              | 19 lutego 2007 | 6 lipca 2007    |
| 4 | 4 | Game On                | Ted Wass      | Linda Videtti Figueiredo | 26 lutego 2007 | 13 lipca 2007   |
| 5 | 5 | Kids                   | Ted Wass      | Tom Hertz                | 5 marca 2007   | 20 lipca 2007   |
| 6 | 6 | Hard Day's Night       | Ted Wass      | Tom Hertz                | 12 marca 2007  | 27 lipca 2007   |
| 7 | 7 | Jeff's Wooby           | Ted Wass      | Barry Wernick            | 19 marca 2007  | 3 sierpnia 2007 |

## Sezon 2 (2007-2008)
| №  | #  | Tytuł                  | Reżyseria       | Scenariusz                   | Premiera (CBS)       | Premiera (Comedy Central) |
| -- | -- | ---------------------- | --------------- | ---------------------------- | -------------------- | ------------------------- |
| 8  | 1  | Flirting With Disaster | Gary Halvorson  | Steve Holland                | 24 września 2007     | 18 czerwca 2010           |
| 9  | 2  | Audrey's Sister        | Ted Wass        | Sivert Glarum, Michael Jamin | 1 października 2007  | 25 czerwca 2010           |
| 10 | 3  | Mr. Fix It             | Gary Halvorson  | Tom Hertz                    | 8 października 2007  | 25 czerwca 2010           |
| 11 | 4  | Guy Code               | Mark Cendrowski | Mike Haukom                  | 15 października 2007 | 2 lipca 2010              |
| 12 | 5  | Bag Ladies             | Gail Mancuso    | Vanessa McCarthy             | 22 października 2007 | 2 lipca 2010              |
| 13 | 6  | Old School Jeff        | Gary Halvorson  | Linda Videtti Figueiredo     | 29 października 2007 | 9 lipca 2010              |
| 14 | 7  | Engagement Party       | Mark Cendrowski | Tom Hertz                    | 5 listopada 2007     | 9 lipca 2010              |
| 15 | 8  | Fix Ups & Downs        | Gary Halvorson  | Barry Wernick                | 12 listopada 2007    | 16 lipca 2010             |
| 16 | 9  | A Visit From Fay       | Mark Cendrowski | Carol Leifer                 | 19 listopada 2007    | 16 lipca 2010             |
| 17 | 10 | Time Share             | Andy Ackerman   | Tom Hertz                    | 14 kwietnia 2008     | 23 lipca 2010             |
| 18 | 11 | Jen At Work            | Gail Mancuso    | Steve Holland                | 21 kwietnia 2008     | 23 lipca 2010             |
| 19 | 12 | Optimal Male           | Ted Wass        | Mike Haukom                  | 28 kwietnia 2008     | 30 lipca 2010             |
| 20 | 13 | Russell's Father's Son | Gail Mancuso    | Sivert Glarum, Michael Jamin | 5 maja 2008          | 30 lipca 2010             |
| 21 | 14 | Buyer's Remorse        | Mark Cendrowski | Linda Videtti Figueiredo     | 12 maja 2008         | 13 sierpnia 2010          |
| 22 | 15 | Pimp My Bride          | Ted Wass        | Barry Wernick                | 19 maja 2008         | 13 sierpnia 2010          |

## Sezon 3 (2010)
| №  | #  | Tytuł                   | Reżyseria       | Scenariusz               | Premiera (CBS)   | Premiera (Comedy Central) |
| -- | -- | ----------------------- | --------------- | ------------------------ | ---------------- | ------------------------- |
| 23 | 1  | Russell's Secret        | Mark Cendrowski | Jeffrey Richman          | 2 marca 2009     | 20 sierpnia 2010          |
| 24 | 2  | Voluntary Commitment    | Ted Wass        | Linda Videtti Figueiredo | 9 marca 2009     | 20 sierpnia 2010          |
| 25 | 3  | Jeff's New Friend       | Ted Wass        | Tom Hertz                | 16 marca 2009    | 27 sierpnia 2010          |
| 26 | 4  | Dad's Visit             | Ted Wass        | Mike Sikowitz            | 23 marca 2009    | 27 sierpnia 2010          |
| 27 | 5  | Lyin' King              | Ted Wass        | Mike Haukom              | 30 marca 2009    | 3 września 2010           |
| 28 | 6  | Poaching Timmy          | Gail Mancuso    | Jeffrey Richman          | 13 kwietnia 2009 | 3 września 2010           |
| 29 | 7  | Old Timer's Day         | Gail Mancuso    | Tom Hertz                | 20 kwietnia 2009 | 10 września 2010          |
| 30 | 8  | Twice                   | Ken Whittingham | Vanessa McCarthy         | 27 kwietnia 2009 | 10 września 2010          |
| 31 | 9  | The Challenge           | Gil Junger      | Vanessa McCarthy         | 4 maja 2009      | 17 września 2010          |
| 32 | 10 | Family Style            | Ted Wass        | Mike Sikowitz            | 6 maja 2009      | 17 września 2010          |
| 33 | 11 | May Divorce Be With You | Ted Wass        | Linda Videtti Figueiredo | 11 maja 2009     | 24 września 2010          |
| 34 | 12 | House Money             | Gail Mancuso    | Barry Wernick            | 18 maja 2009     | 24 września 2010          |
| 35 | 13 | Sex Toy Story           | Gail Mancuso    | Steve Holland            | 18 maja 2009     | 1 października 2010       |

## Sezon 4 (2010)
| №  | #  | Tytuł                   | Reżyseria             | Scenariusz                     | Premiera (CBS)   | Premiera (Comedy Central) |
| -- | -- | ----------------------- | --------------------- | ------------------------------ | ---------------- | ------------------------- |
| 36 | 1  | Flirting                | John Pasquin          | Tom Hertz                      | 1 marca 2010     | 1 października 2010       |
| 37 | 2  | Snoozin' for a Bruisin' | Andy Cadiff           | Barry Wernick                  | 8 marca 2010     | 8 października 2010       |
| 38 | 3  | Atlantic City           | John Pasquin          | Lance Whinery                  | 15 marca 2010    | 8 października 2010       |
| 39 | 4  | Ghost Story             | Andy Cadiff           | Alex Barnow, Marc Firek        | 22 marca 2010    | 15 października 2010      |
| 40 | 5  | The Four Pillars        | John Pasquin          | Mike Sikowitz                  | 29 marca 2010    | 15 października 2010      |
| 41 | 6  | 3rd Wheel               | Andy Cadiff           | Vanessa McCarthy               | 5 kwietnia 2010  | 22 października 2010      |
| 42 | 7  | Indian Giver            | Andy Cadiff           | Jeffrey Richman                | 12 kwietnia 2010 | 22 października 2010      |
| 43 | 8  | Free Free Time          | John Pasquin          | Christopher Shiple             | 19 kwietnia 2010 | 29 października 2010      |
| 44 | 9  | The Score               | John Pasquin          | Gloria Calderon Kellett        | 26 kwietnia 2010 | 29 października 2010      |
| 45 | 10 | The Surrogate           | Gail Mancuso          | Jeffrey Richman, Mike Sikowitz | 3 maja 2010      | 5 listopada 2010          |
| 46 | 11 | Reunion                 | John Pasquin          | Mike Haukom                    | 10 maja 2010     | 5 listopada 2010          |
| 47 | 12 | Harassment              | Leonard R. Garner, Jr | Vanessa McCarthy               | 17 maja 2010     | 12 listopada 2010         |
| 48 | 13 | They Do?                | Gail Mancuso          | Tom Hertz                      | 3 maja 2010      | 12 listopada 2010         |

## Sezon 5 (2010-2011)
| №  | #  | Tytuł                          | Reżyseria             | Scenariusz                | Premiera (CBS)       | Premiera (Comedy Central) |
| -- | -- | ------------------------------ | --------------------- | ------------------------- | -------------------- | ------------------------- |
| 49 | 1  | Surro-gate                     | Ted Wass              | Tom Hertz                 | 20 września 2010     | 1 listopada 2011          |
| 50 | 2  | The Bank                       | Ted Wass              | Mike Sikowitz             | 27 września 2010     | 1 listopada 2011          |
| 51 | 3  | Rug-of-War                     | Ted Wass              | Barry Wernick             | 4 października 2010  | 5 listopada 2011          |
| 52 | 4  | Handy Man                      | Ted Wass              | Mike Haukom               | 11 października 2010 | 5 listopada 2011          |
| 53 | 5  | Play Ball                      | Ted Wass              | Vanessa McCarthy          | 18 października 2010 | 5 listopada 2011          |
| 54 | 6  | Baked                          | Ted Wass              | Tim Doyle                 | 25 października 2010 | 5 listopada 2011          |
| 55 | 7  | Mannequin Head Ball            | Ted Wass              | Michael A. Ross           | 1 listopada 2010     | 6 listopada 2011          |
| 56 | 8  | Les-bro                        | Ted Wass              | Gloria Calderon Kellett   | 8 listopada 2010     | 6 listopada 2011          |
| 57 | 9  | The Big Picture                | Ted Wass              | Becky Mann, Audra Sielaff | 15 listopada 2010    | 7 listopada 2011          |
| 58 | 10 | Fun Run                        | Ted Wass              | Tom Hertz                 | 22 listopada 2010    | 7 listopada 2011          |
| 59 | 11 | Refusing to Budget             | Ted Wass              | Mike Sikowitz             | 6 grudnia 2010       | 8 listopada 2011          |
| 60 | 12 | Little Bummer Boy              | Ted Wass              | Christopher Shiple        | 13 grudnia 2010      | 8 listopada 2011          |
| 61 | 13 | The Home Stretch               | Gail Mancuso          | Lance Whinery             | 3 stycznia 2011      | 12 listopada 2011         |
| 62 | 14 | Uh-Oh It's Magic               | Gail Mancuso          | Vanessa McCarthy          | 17 stycznia 2011     | 12 listopada 2011         |
| 63 | 15 | Singing and Dancing            | Gail Mancuso          | Tim Doyle                 | 7 lutego 2011        | 12 listopada 2011         |
| 64 | 16 | Jeff Day                       | Gail Mancuso          | Barry Wernick             | 24 lutego 2011       | 12 listopada 2011         |
| 65 | 17 | Zygote                         | Gail Mancuso          | Michael Ross              | 3 marca 2011         | 12 listopada 2011         |
| 66 | 18 | Anniversary Chicken            | Gail Mancuso          | Mike Haukom               | 10 marca 2011        | 13 listopada 2011         |
| 67 | 19 | The Set Up                     | Leonard R. Garner, Jr | Gloria Calderon Kellett   | 31 marca 2011        | 13 listopada 2011         |
| 68 | 20 | Beating The System             | Victor Gonzalez       | Becky Mann, Audra Sielaff | 7 kwietnia 2011      | 14 listopada 2011         |
| 69 | 21 | The Jeff Photo                 | Victor Gonzalez       | Becky Mann, Audra Sielaff | 28 kwietnia 2011     | 14 listopada 2011         |
| 70 | 22 | Double Down                    | Ted Wass              | Mike Sikowitz             | 5 maja 2011          | 15 listopada 2011         |
| 71 | 23 | The Power Couple               | Gail Mancuso          | Gail Mancuso              | 12 maja 2011         | 15 listopada 2011         |
| 72 | 24 | The Last of the Red Hat Lovers | Tom Hertz             | Michael A. Ross           | 19 maja 2011         | 15 listopada 2011         |

## Sezon 6 (2011-2012)
| №  | #  | Tytuł              | Reżyseria              | Scenariusz                | Premiera (CBS)       | Premiera (Comedy Central) |
| -- | -- | ------------------ | ---------------------- | ------------------------- | -------------------- | ------------------------- |
| 73 | 1  | Dirty Talk         | Ted Wass               | Mike Sikowitz             | 27 października 2011 | 4 marca 2013              |
| 74 | 2  | Bros Before Nodes  | Ted Wass               | Michael A. Ross           | 27 października 2011 | 5 marca 2013              |
| 75 | 3  | Audrey is Dumb     | Tom Hertz              | Tom Hertz                 | 3 listopada 2011     | 6 marca 2013              |
| 76 | 4  | Nature Calls       | Ted Wass               | Mike Haukom               | 10 listopada 2011    | 7 marca 2013              |
| 77 | 5  | Shy Dial           | Ted Wass               | Tim Doyle                 | 17 listopada 2011    | 11 marca 2013             |
| 78 | 6  | Cheating           | Tom Hertz              | Tim Doyle                 | 8 grudnia 2011       | 12 marca 2013             |
| 79 | 7  | The Chair          | Ted Wass               | Mike Haukom               | 15 grudnia 2011      | 13 marca 2013             |
| 80 | 8  | Scavenger Hunt     | Mark Cendrowski        | Mike Haukom               | 29 marca 2012        | 14 marca 2013             |
| 81 | 9  | A Big Bust         | Leonard R. Garner, Jr. | Gloria Calderon Kellett   | 5 kwietnia 2012      | 18 marca 2013             |
| 82 | 10 | After The Lovin'   | Ted Wass               | Tom Hertz                 | 12 kwietnia 2012     | 19 marca 2013             |
| 83 | 11 | Missed Connections | Tom Hertz              | Christopher Shiple        | 19 kwietnia 2012     | 20 marca 2013             |
| 84 | 12 | The Five Things    | Ted Wass               | Dan Kopelman              | 26 kwietnia 2012     | 21 marca 2013             |
| 85 | 13 | Meat Wars          | Ted Wass               | Lance Whinery             | 3 maja 2012          | 25 marca 2013             |
| 86 | 14 | Goodbye Dolly      | Ted Wass               | Becky Mann, Audra Sielaff | 10 maja 2012         | 26 marca 2013             |
| 87 | 15 | Audrey's Shower    | Ted Wass               | Vanessa McCarthy          | 17 maja 2012         | 27 marca 2013             |

## Sezon 7 (2013)
| №   | #  | Tytuł                | Reżyseria     | Scenariusz              | Premiera (CBS)   | Premiera (Comedy Central Family) |
| --- | -- | -------------------- | ------------- | ----------------------- | ---------------- | -------------------------------- |
| 88  | 1  | Liz Moves In         | Ted Wass      | Dan Kopelman            | 4 lutego 2013    | 20 sierpnia 2015                 |
| 89  | 2  | Taking Names         | Ted Wass      | Mike Sikowitz           | 11 lutego 2013   | 27 sierpnia 2015                 |
| 90  | 3  | Cats & Dogs          | Ted Wass      | Vanessa McCarthy        | 18 lutego 2013   | 28 sierpnia 2015                 |
| 91  | 4  | Cupcake              | Ted Wass      | Vanessa McCarthy        | 25 lutego 2013   | 31 sierpnia 2015                 |
| 92  | 5  | Fountain of Youth    | Ted Wass      | Mike Sikowitz           | 4 marca 2013     | 1 września 2015                  |
| 93  | 6  | Baby Talk            | Tom Hertz     | Tim Doyle               | 11 marca 2013    | 2 września 2015                  |
| 94  | 7  | Role Play            | Ted Wass      | Lance Whinery           | 18 marca 2013    | 3 września 2015                  |
| 95  | 8  | Catering             | Tom Hertz     | Vanessa McCarthy        | 25 marca 2013    | 4 września 2015                  |
| 96  | 9  | Cooking Class        | Ted Wass      | Michael A. Ross         | 15 kwietnia 2013 | 7 września 2015                  |
| 97  | 10 | Unpleasant Surprises | Gail Mancuso  | Andy Roth               | 22 kwietnia 2013 | 8 września 2015                  |
| 98  | 11 | Timmy Quits          | Megyn Price   | Mike Haukom             | 29 kwietnia 2013 | 9 września 2015                  |
| 99  | 12 | A Wee Problem        | Carlos Pinero | Gloria Calderon Kellett | 6 maja 2013      | 10 września 2015                 |
| 100 | 13 | 100th                | Tom Hertz     | Tom Hertz               | 20 maja 2013     | 11 września 2015                 |